# Classic House
Albums de Pete Tong, Jules Buckley, Heritage Orchestra
Ibiza Classics
(2017)
Classic House est un album de compilation du DJ anglais Pete Tong avec Jules Buckley et l'Heritage Orchestra, sorti le 25 novembre 2016. Il a atteint la première place du UK Albums Chart, marquant le premier album de Tong à se classer numéro 1.

## Titres
| 1.    | Right Here, Right Now                                              | Fatboy Slim                                         | 4:15 |
| 2.    | Pjanoo                                                             | Eric Prydz                                          | 3:08 |
| 3.    | Lola's Theme (featuring Cookie)                                    | The Shapeshifters                                   | 3:20 |
| 4.    | Children                                                           | Robert Miles                                        | 2:32 |
| 5.    | 9 PM (Till I Come)                                                 | ATB                                                 | 2:50 |
| 6.    | Go                                                                 | Moby                                                | 4:31 |
| 7.    | Your Love (featuring Jamie Principle)                              | Jamie Principle                                     | 4:51 |
| 8.    | Good Life (featuring Katy B)                                       | Inner City                                          | 4:44 |
| 9.    | Belfast                                                            | Orbital                                             | 3:09 |
| 10.   | Smokebelch II                                                      | The Sabres of Paradise                              | 2:03 |
| 11.   | Where Love Lives                                                   | Alison Limerick                                     | 4:36 |
| 12.   | Rachel's Song                                                      | Vangelis                                            | 2:13 |
| 13.   | Porcelain                                                          | Moby                                                | 3:11 |
| 14.   | Wainting All Night (featuring Ella Eyre)                           | Rudimental                                          | 3:36 |
| 15.   | Insomnia                                                           | Faithless                                           | 4:26 |
| 16.   | Strings of Life / Knights of the Jaguar / Nightmare / Café del Mar | Rhythim Is Rhythim, DJ Rolando, Brainbug, Energy 52 | 9:02 |
| 17.   | Feel The Love (featuring John Newman)                              | Rudimental                                          | 5:57 |
| 68:24 |                                                                    |                                                     |      |

## Classements et certifications
| Chart (2017)                  | Peak position |
| ----------------------------- | ------------- |
| Australie (ARIA)              | 20            |
| Écosse (OCC)                  | 1             |
| Royaume-Uni (UK Albums Chart) | 1             |

| Chart (2016)    | Position |
| --------------- | -------- |
| UK Albums (OCC) | 91       |
| Chart (2017)    | Position |
| UK Albums (OCC) | 49       |

| Région            | Certification | Ventes/Streams |
| ----------------- | ------------- | -------------- |
| Royaume-Uni (BPI) | Or            | 207,433^       |